# 梅什库夫
梅什库夫是波兰西里西亚省的城市，位于瓦尔塔河畔。2009年人口数字3,3万人。

## 友好城市[1]
- 捷克科普日夫尼采
- 西班牙洛斯阿尔卡萨雷斯
- 德国茨沃尼茨
- 斯洛伐克纳梅斯托沃